# Tipperary (kiesdistrict)
Tipperary is een kiesdistrict in de Republiek Ierland voor de verkiezingen voor Dáil Éireann. Het district komt vrijwel overeen met het  graafschap Tipperary. Het bestond eerder als kiesdistrict tussen 1923 en 1948. Het district werd opnieuw gecreëerd door de fusie van Tipperary North en Tipperary South, als gevolg van de herindeling in 2012. Het nieuwe district werd voor het eerst gebruikt voor de  verkiezingen van 2016 en telt 5 zetels. 
Bij de verkiezingen in 2016 behaalden Fianna Fáil en Labour beide 11 zetel, terwijl er 3 onafhankelijke kandidaten werden gekozen. 

## Referendum
Bij het abortusreferendum in 2018 stemde in het kiesdistrict 59,1% van de opgekomen kiezers voor afschaffing van het abortusverbod in de grondwet.